# Amedeo Tessitori
Amedeo Tessitori, né le 7 octobre 1994 à Pise, en Italie, est un joueur italien de basket-ball, évoluant au poste de pivot.

## Biographie
Formé dans les équipes de jeunes de la Virtus Siena (it), Amedeo Tessitori fait ses débuts en équipe première lors de la saison 2010-2011, disputant la Divisione Nazionale A (it). En mars 2011, il est nommé MVP de la Coupe d’Italie LNP 2010-2011, remportée par la Virtus Sienne.
Le 17 septembre 2012, il est recruté par Sassari et prêté à Forlì en  Legadue (it).
Il retourne en Sardaigne lors de la saison 2013-2014 et fait ses débuts dans les compétitions européennes en jouant l'EuroCoupe et remporte la Coupe d’Italie.
Il entame la nouvelle saison après une blessure à la main survenue à la fin de la saison précédente, et le 28 novembre, la résiliation à l’amiable de son contrat avec Sassari est officialisée.
Le 4 décembre, un accord est formalisé jusqu'à la fin de la saison, avec une option pour la suivante, avec la Juve Caserta.
Le 29 juin 2015, Tessitori rejoint Cantù, avec qui il signe un contrat de deux ans.
Le 7 juillet 2016, il résilie à l’amiable son contrat avec Cantù, et le lendemain, il signe avec Biella.
En juin 2018, il rejoint l'Universo Treviso Basket (it). Le 17 juin 2019, il obtient la première montée en Serie A1 de l’équipe vénitienne, apportant une contribution importante en finale avec une moyenne de 11,7 points dans la série remportée 3-0.
Le 5 juin 2020, son transfert à la Virtus Bologne est annoncé.
Depuis le 7 juillet 2022, il évolue au sein de la Reyer Venezia Mestre.

## Équipe nationale
Amedeo Tessitori porte le maillot de l’équipe nationale italienne des moins de 20 ans à partir de 2012, participant au championnat d’Europe de la catégorie en 2012, en Slovénie.
Il fait ses débuts en équipe nationale senior en 2014.
Il est convoqué pour la coupe du monde 2019 par Romeo Sacchetti, en tant que seul véritable pivot de l’équipe. Il dispute ensuite les Jeux olympiques 2020, puis le championnat d'Europe en 2022.

## Palmarès
- Champion d'Italie 2021
- Coupe d'Italie 2014
- Supercoupe d'Italie 2021
- EuroCoupe 2022